# Folkebevægelsen Ret- & Velfærd
 Denne artikel omhandler Politisk organisation tilknyttet Fremskridtspartiet. Opslagsordet har også en anden betydning, se Folkebevægelsen (flertydig).
Folkebevægelsen Ret- & Velfærd var en dansk politisk bevægelse, stiftet 21. december 2006 af en personkreds fra Fremskridtspartiet i protest mod hhv. parties nye ledelse og dennes tilnærmelser til Dansk Front, og økonomiske uregelmæssigheder med bl.a. partistøttemidler.
Folkebevægelsens formål var, at arbejde for det danske folks grundlovssikrede frihedsrettigheder, styrkelsen af den enkeltes udfoldelsesmuligheder, og for samfundets og den enkelte danskers sikkerhed.
Bevægelsen udgav tidsskriftet dagens Danmark.[kilde mangler]
Bevægelsen opstillede til kommunal- og regionrådsvalget den 17. november 2009. Partiet stillede dog ikke op ved kommunal- og regionsrådsvalgene i 2013 og er pr. 2016 ikke optaget på listen over registrerede partinavne.
Bevægelsen havde en ungdomsorganisation, Ret- & Velfærd Ungdom (RVU). Formand var Stefan Sommer. 

## Landsformænd
- Kristian Poul Herkild, 21. december 2006 – 2014